# Nationaal Park Pieniny (Polen)
Nationaal Park Pieniny (Pools: Pieniński Park Narodowy) is gelegen in het zuiden van Polen in de woiwodschap Klein-Polen en maakt deel uit van het Karpatengebergte. Het gebied werd op 1 juni 1932 als nationaal park ingericht en grenst in het oosten aan het gelijknamige Nationaal Park Pieniny van Slowakije. Nationaal Park Pieniny heeft een oppervlakte van 23,364 km² en valt sinds april 2004 onder zowel de Vogel- als Habitatrichtlijn van het Natura 2000-netwerk van de Europese Unie.

## Kenmerken
Nationaal Park Pieniny maakt deel uit van de gelijknamige Pieniny, dat op zijn beurt onderdeel is van de Karpaten. Het gebied is bergachtig en bestaat uit sedimenten die gevormd werden gedurende het Jura en Krijt. Deze sedimenten bestaan hoofdzakelijk uit kalksteen. Door de aanwezigheid van de rivier Dunajec en andere rivieren werden de kalksteenformaties uitgeslepen en ontstonden er diepe kloven. In Nationaal Park Pieniny zijn ook 22 grotten vastgesteld, waaronder de Ociemnemgrot met een lengte van 196 meter en een diepte van 47,5 meter. Daarnaast vormen bossen circa 70% van het landoppervlak. De dominante bosvormende soorten zijn hier de beuk (Fagus sylvatica) en fijnspar (Picea abies).

## Dierenwereld
Diersoorten die op de Vogelrichtlijn vermeld zijn, zijn onder meer het hazelhoen (Tetrastes bonasia), zwarte ooievaar (Ciconia nigra), schreeuwarend (Clanga pomarina), oehoe (Bubo bubo), withalsvliegenvanger (Ficedula albicollis) en de kleine vliegenvanger (Ficedula parva). Habitatrichtlijnsoorten zijn bijvoorbeeld de geelbuikvuurpad (Bombina variegata), karpatensalamander (Triturus montandoni), Spaanse vlag (Euplagia quadripunctaria), kleine hoefijzerneus (Rhinolophus hipposideros), Euraziatische lynx (Lynx lynx), otter (Lutra lutra) en alpenboktor (Rosalia alpina). De Dunajec biedt leefruimte aan 17 vissoorten, waaronder algemene soorten als sneep (Chondrostoma nasus), barbeel (Barbus barbus), vlagzalm (Thymallus thymallus) en enkele zeldzaamheden als donauzalm (Hucho hucho) en beekforel (Salmo trutta fario).

## Afbeeldingen

Logo van Nationaal Park Pieniny, met daarop een illustratie van bergmassief Trzy Korony.
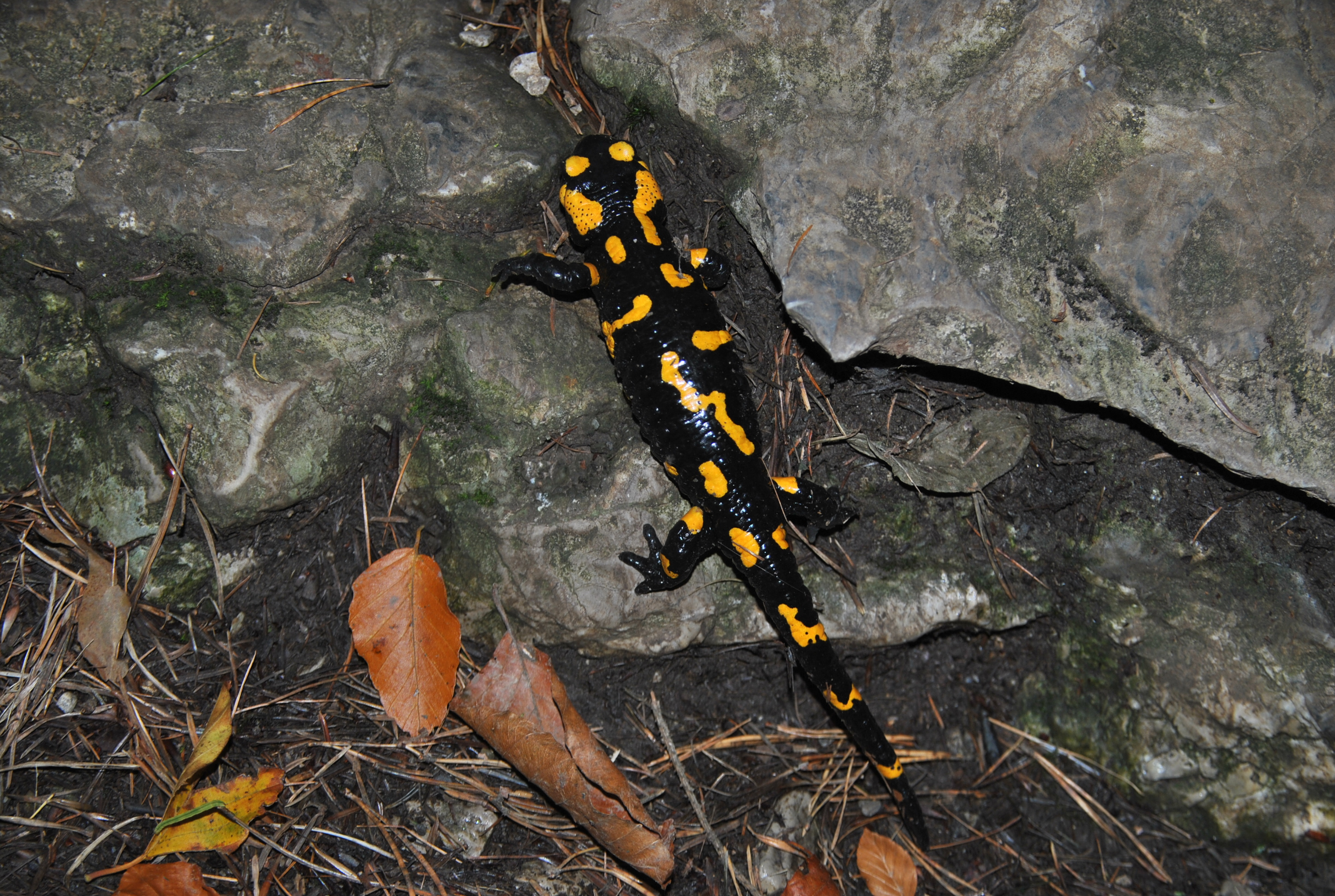
Vuursalamander (Salamandra salamandra) op de helling van de Czertezik (772 m).
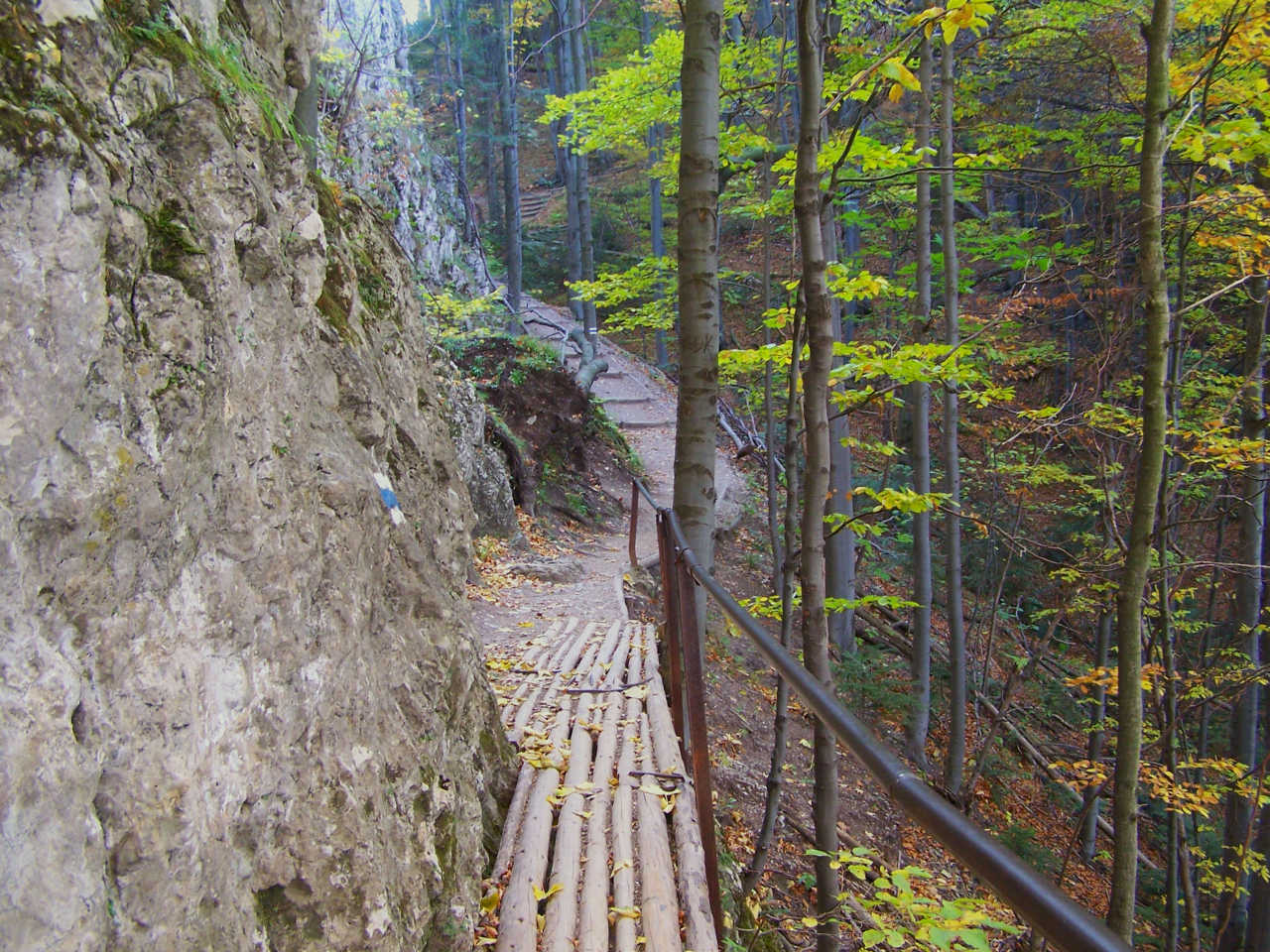
Wandelroute door een beukenbos.
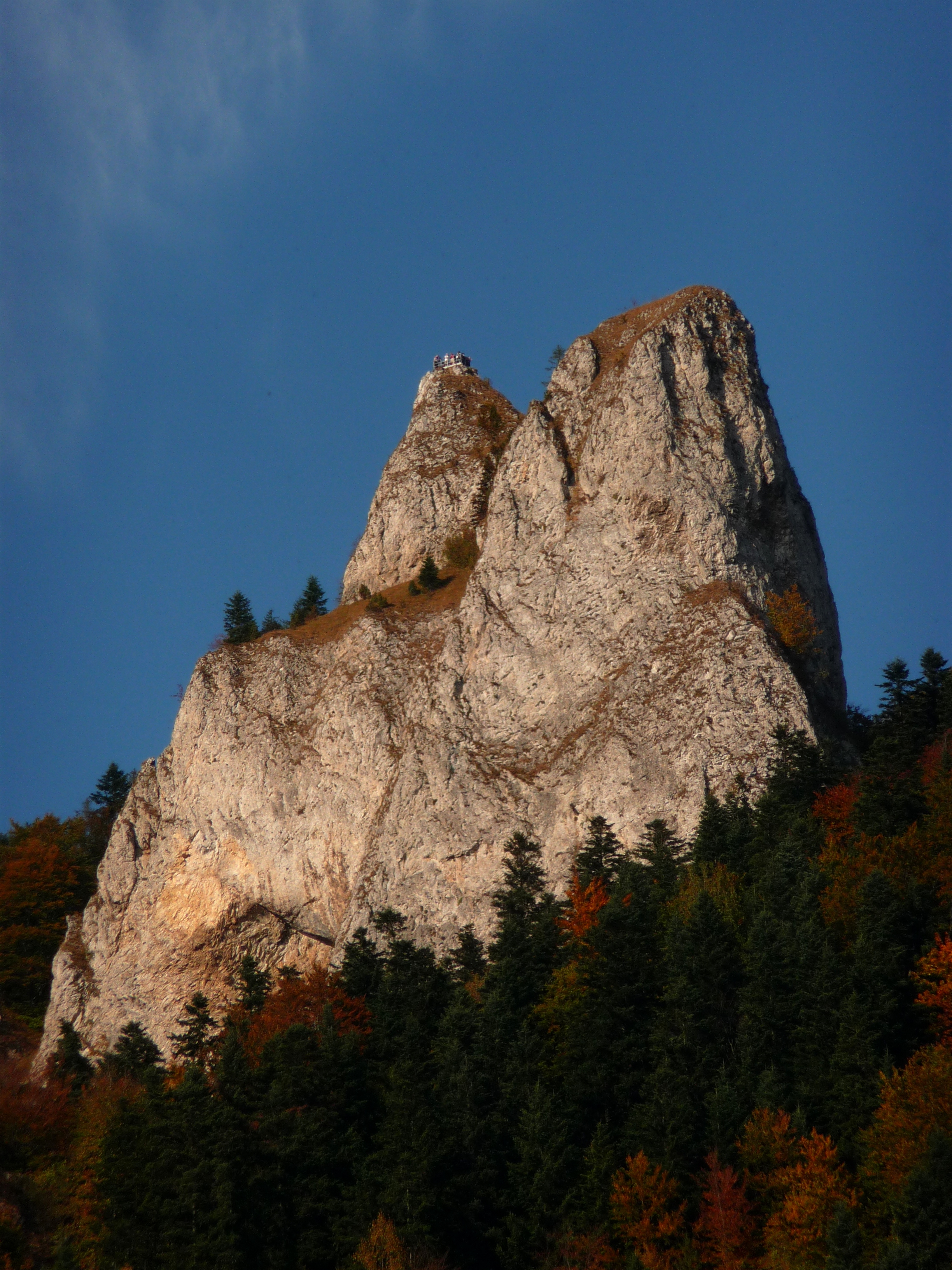
De kalksteenrots Okrąglica — de hoogste piek van het bergmassief Trzy Korony (982 m).
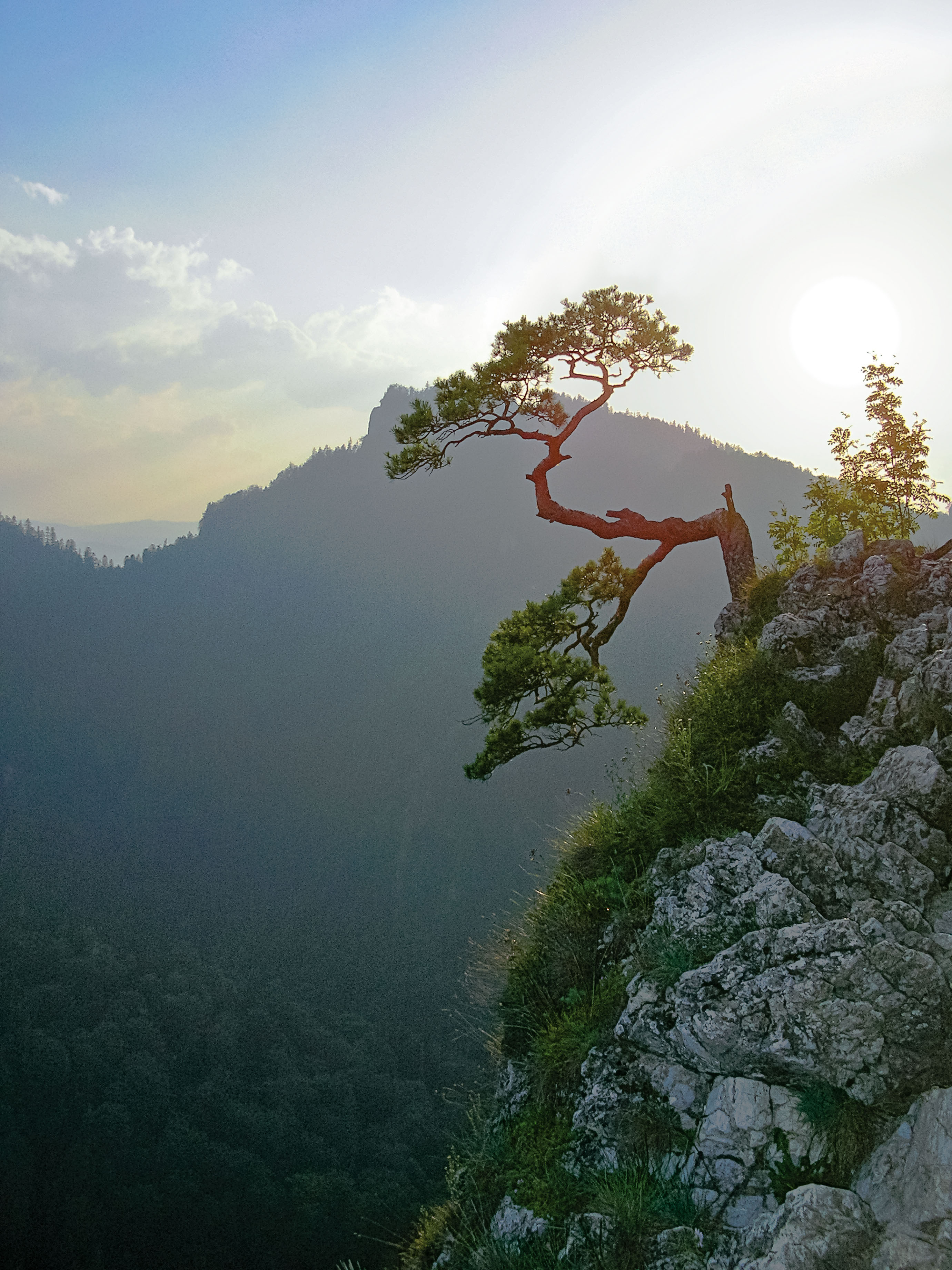
Eenzame den op de helling van de Sokolica (747 m).
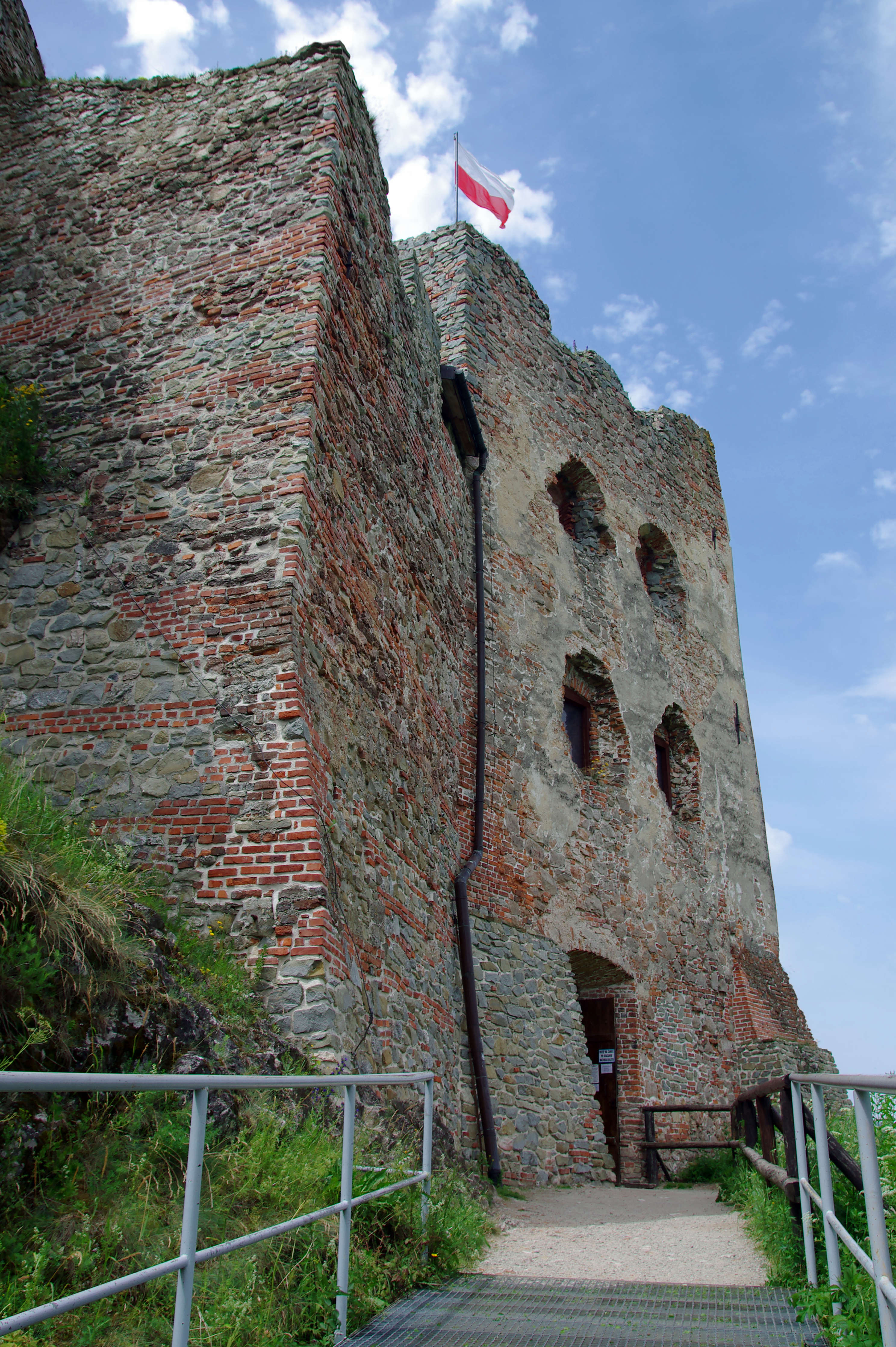
Kasteel Czorsztyn.
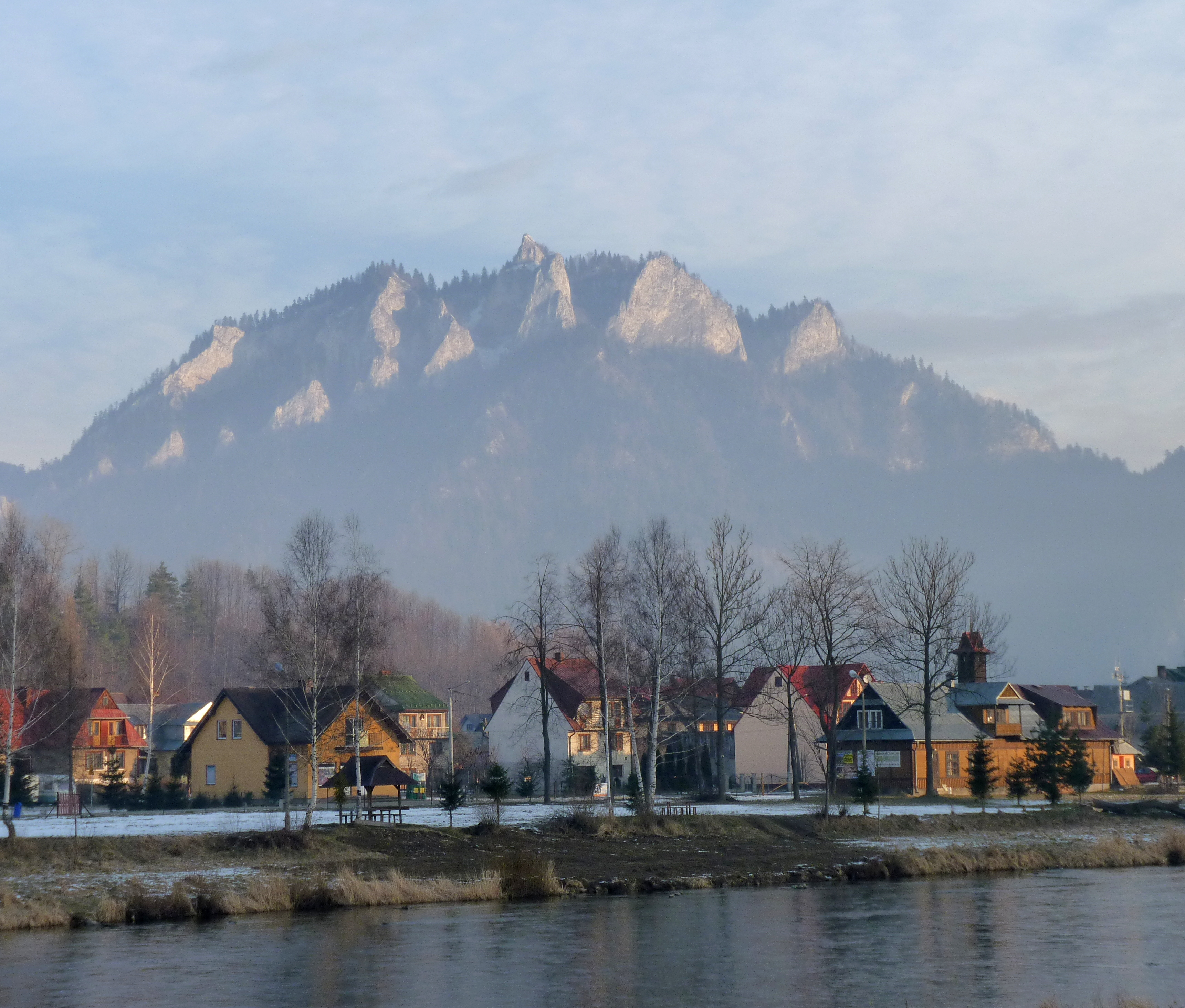
Uitzicht op het bergmassief Trzy Korony (982 m) vanaf de Dunajec.

Babia Góra · 
Białowieża · 
Biebrza · 
Bieszczady · 
Bory Tucholskie · 
Drawa · 
Gorce · 
Gór Stołowych · 
Kampinos · 
Karkonosze · 
Magura · 
Narew · 
Ojców · 
Pieniny · 
Poleski · 
Roztocze · 
Słowiński · 
Świętokrzyski · 
Tatra · 
Wartamonding · 
Wielkopolska · 
Wigry · 
Wolin